# Cascadas de la Lobé
Cascadas de la Lobé (en francés: Chutes de la Lobé) están ubicadas en el sur del país africano de Camerún. Específicamente a siete kilómetros de Kribi, y son únicas en el mundo por el hecho de que el río Lobe desemboca directamente en el mar, lo que las convierte en la principal atracción de Kribi.
Esta región tiene grandes playas de arena donde llegan a poner sus crias dos especies de tortugas marinas: la tortuga laúd (Dermochelys coriacea) y la tortuga golfina (Lepidochelys olivacea)